# Calmels-et-le-Viala
 Calmels-et-le-Viala  (en occitano Caumèls e Lo Vialar) es una población y comuna francesa, situada en la región de Mediodía-Pirineos, departamento de Aveyron, en el distrito de Millau y cantón de Saint-Affrique.

## Demografía
| 339 | 303 | 239 | 211 | 214 | 207 |
| Para los censos de 1962 a 1999 la población legal corresponde a la población sin duplicidades (Fuente: INSEE [Consultar]) |     |     |     |     |     |